# Dieter Paul Rudolph
Dieter Paul Rudolph (* 18. September 1955 in Blieskastel; † 29. Mai 2017 in Homburg) war ein deutscher Kriminalschriftsteller, Herausgeber und Literaturwissenschaftler.

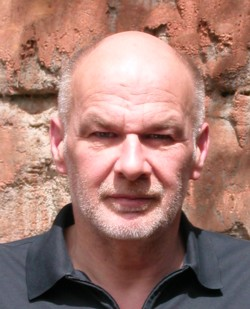
Dieter Paul Rudolph

## Leben
Nach dem Studium arbeitete er unter anderem als Multimedia-Entwickler und begann sich 2007 mit seinem Blog Watching the detectives verstärkt der Kriminalliteratur zu widmen, zunächst als Kritiker und Theoretiker, später als Herausgeber vergessener Krimis und eigener Romane. In seinem früheren publizistischen Leben beschäftigte er sich intensiv mit der Deutung des Werkes von Arno Schmidt, schrieb über Rockmusik, ein Buch über die kanadische Songwriterin Joni Mitchell und versuchte sich in experimenteller Prosa. Ab 2013 war er zudem Initiator der Autoren-Kooperative „Der dritte Raum“.

## Werke

### Kriminalromane
- Menschenfreunde. Shayol / Funny Crimes, 2008, ISBN 978-3-926126-81-8.
- Arme Leute. Conte Verlag, 2009, ISBN 978-3-941657-06-9.
- Pixity. Stadt der Unsichtbaren. Conte Verlag, 2011, ISBN 978-3-941657-29-8.
- Los filántropos. Barataria / Mar negro, 2011, ISBN 978-84-95764-73-7.
- Der Bote. Ein Science-Fiction-Krimi. Conte Verlag, 2012, ISBN 978-3-941657-61-8.
- Die norwegische Küste. Der dritte Raum, 2013, ISBN 978-14-92741-94-7.

### In Sammelbänden zu Kriminal- und allgemeiner Literatur (Auswahl)
- Gedächtnisfotograf auf Bildungsreise. Zum Abhängigkeitsverhältnis Form : Inhalt in Arno Schmidts Prosastudie „Die Umsiedler“. In: Michael Matthias Schardt (Hrsg.): Arno Schmidt Das Frühwerk I Erzählungen. Rader Verlag, 1987, ISBN 3-922868-82-7.
- „watching the detectives“. Ein pseudobiografischer Versuch über Arno Schmidt. In: Dietmar Noering (Hrsg.): Zettelkasten 5. Aufsätze und Arbeiten zum Werk Arno Schmidts. Bangert & Metzler, 1987, ISBN 3-924147-12-4. (= Jahrbuch der Gesellschaft der Arno-Schmidt-Leser 1987)
- Die steinernen Herzen. Lesen als Mehrspaltenprozess. In: Kurt Jauslin (Hrsg.): Zettelkasten 7. Aufsätze und Arbeiten zum Werk Arno Schmidts. Bangert & Metzler, 1989, ISBN 3-924147-27-2. (= Jahrbuch der Gesellschaft der Arno-Schmidt-Leser 1989)
- All-inclusive oder Wie ich meine großen Ferien verbracht habe. Kurzkrimi. In: Christiane Geldmacher (Hrsg.): Hell’s Bell. Poetenladen, 2008, ISBN 978-3-940691-02-6.
- Jazz’n’Crime. In: Christina Bacher, Harald Justin (Hrsg.): Kalender für Kriminalliteratur 2008. Daedalus Verlag, 2008, ISBN 978-3-89126-208-5.
- Mord im Waisenhaus. Ein wilder Ritt durch die Traditionslosigkeit des deutschen Krimis mit besonderem Blick auf Jodokus Temme. In: Walter Gödden (Hrsg.): Literatur in Westfalen. Aisthesis Verlag, 2010, ISBN 978-3-89528-783-1. (Beiträge zur Forschung II)

### Als Herausgeber
- Carl von Holtei: Schwarzwaldau. BOD, 2006, ISBN 3-8334-4343-X. (=Criminalbibliothek des 19. Jahrhunderts)
- Krimijahrbuch 2006. NordPark, 2006, ISBN 3-935421-18-4.
- Krimijahrbuch 2007. NordPark, 2007, ISBN 978-3-935421-20-1 (mit Christina Bacher, Ludger Menke und Ulrich Noller)
- Krimijahrbuch 2008. NordPark, 2008, ISBN 978-3-935421-28-7 (mit Christina Bacher und Ulrich Noller)
- Krimijahrbuch 2009. Pendragon, 2009, ISBN 978-3-86532-119-0 (mit Christina Bacher und Ulrich Noller)
- Emilie Heinrichs: Leibrenten. Edition Köln 2008, ISBN 978-3-936791-56-3. (= Criminalbibliothek 1850 – 1933, Band I)
- Benno Bronner: Herr von Syllabus. Criminalnovelle. Edition Köln, 2009, ISBN 978-3-936791-61-7. (= Criminalbibliothek 1850 – 1933, Band II)
- J.D.H. Temme: In einer Brautnacht. Criminalerzählungen. Edition Köln, 2009, ISBN 978-3-936791-62-4. (= Criminalbibliothek 1850 – 1933, Band III)
- Mord(s)kalender 2012 – Deine Tage sind gezählt. Conte Verlag, 2012, ISBN 978-3-941657-43-4. (mit Christa Braun und Stefan Wirtz)
- Mordskalender 2013 – Deine Tage sind gezählt. Conte Verlag, 2013, ISBN 978-3-941657-64-9.

### Sonstige selbstständige Veröffentlichungen
- Joni Mitchell und einige ihrer Zeitgenossen. Star Cluster Verlag, 1999, ISBN 3-925005-47-1.
- Der Multimedia-Entwickler. Effizientes Multimedia Engineering mit DIRECTOR und FLASH. Addison-Wesley, 2000, ISBN 3-8273-1760-6. (mit Albrecht Darimont)
- Die Zeichen der Vier. Astrid Paprotta und ihre Ina-Henkel-Kriminalromane. NordPark, 2007, ISBN 978-3-935421-19-5.
- Mein Leben, so wie Jean Paul es aufgeschrieben hätte, wenn es seins gewesen wäre. Schrägverlag, 2016.